# Vineri
Vinerea este în mod tradițional a cincea zi a săptămânii (pentru țările în care săptămâna începe lunea), care cade între zilele de joi și sâmbătă.
Etimologie: Veneris dies (l.lat.) = Ziua zeiței Venus.